# Pholcus kapuri
Pholcus kapuri là một loài nhện trong họ Pholcidae. Loài này có ở de Andamanen.